# NGC 1462
NGC 1462 je galaksija u zviježđu Bik.

## Vanjske poveznice
- SEDS: NGC 1462